# Даніель Бурман
Даніе́ль Бу́рман (ісп. Daniel Burman; нар. 29 серпня 1973) — аргентинський кінорежисер, продюсер і сценарист, один із провідних представників течії нове аргентинське кіно.

## Біографія
Даніель Бурман походить з родини польських євреїв і має подвійне громадянство (аргентинське і польське). Вчився на юриста.
Його перший документальний фільм «Де ми є?» (1993) отримав спеціальну премію ЮНЕСКО. У 1995 році Бурман разом з Дієго Дубковським створює кінокомпанію BD Cine (Burman and Dubcovsky Cine), де знімає свій перший повнометражний фільм «Хризантеми вибухають в Сінко Ескінас», який було відібрано до конкурсних програм кінофестивалів у Берліні, Монреалі, Біарріці, Сан-Себастьяні, Чикаго, Гавані, на «Санденсі».
2000 року виходить новий фільм Бурмана «Очікуючи месію», презентація якого відбувається на 57-му Венеційському кінофестивалі і який також збирає численні фестивальні нагороди.
2001 року режисер знімає фільм «Усі стюардеси потрапляють на небеса», який отримує нагороду за найкращий сценарій у Санденсі.
2003 року Бурман виступає сопродюсером успішного фільму «Щоденники мотоцикліста» та ще кількох. Того ж року він знімає фільм «Втрачені обійми», який отримує Срібного ведмедя і гран-прі Берлінського кінофестивалю.
2006 року виходить новий фільм Даніеля Бурмана «Сімейне право», який отримує кілька фестивальних нагород. Ця стрічка разом з «Очікуючи месію» і «Втраченими обіймами» утворює автобіографічну трилогію про життя єврея у Буенос-Айресі.
Через два роки він знімає «Пусте гніздо», яке отримує нагороду фестивалю у Сан-Себастьяні. У квітні 2010 року відбулася прем'єра нової стрічки Бурмана «Два брати», яка отримала схвальні відгуки кінокритиків.

## Фільмографія

### Короткометражки
- Де ми є? / En que estación estamos? (1992)
- Post data de ambas cartas (1993)
- Help, або прохання про допомогу живої жінки / Help o el pedido de auxilio de una mujer viva (1994)
- Сповиті діти / Niños envueltos (1995)

### Повнометражні
- Хризантеми вибухають у Сінко Ескінас / Un Crisantemo Estalla en Cinco Esquinas (1998)
- Очікуючи месію / Esperando al Mesías (2000)
- Усі стюардеси потрапляють на небеса / Todas Las Azafatas Van Al Cielo (2002)
- Втрачені обійми / El Abrazo Partido (2004)
- 18-J (2004)
- Сімейне право / Derecho de Familia (2006)
- Втілення / Encarnación (2007)
- Пусте гніздо / El nido vacío (2008)
- Два брати / Dos Hermanos (2010)